# Anopinella cafrosana
Anopinella cafrosana là một loài bướm đêm thuộc họ Tortricidae. Nó được tìm thấy ở Costa Rica.
Chiều dài cánh trước là 5.9-6.2 mm.